# Etha striatifrons
Etha striatifrons är en stekelart som beskrevs av Cameron 1903. Etha striatifrons ingår i släktet Etha och familjen brokparasitsteklar. Inga underarter finns listade i Catalogue of Life.